# 大阪薬学専門学校 (旧制)
| 大阪薬学専門学校 （大阪薬専） | 大阪薬学専門学校 （大阪薬専） |
| ----------------------------- | ----------------------------- |
| 創立                          | 1917年                        |
| 所在地                        | 大阪府豊中市                  |
| 初代校長                      | 大槻弌                        |
| 廃止                          | 1951年                        |
| 後身校                        | 大阪大学薬学部                |
| 同窓会                        | 大阪大学薬友会                |

大阪薬学専門学校 （おおさかやくがくせんもんがっこう） は、1917年 （大正6年） に設立された私立の旧制薬学専門学校。略称は大薬または大阪薬専。1949年に国立移管され、大阪大学医学部薬学科 （現 大阪大学大学院薬学研究科・薬学部） となった。本項では、私立大阪薬学校など前身諸校を含めて記述する。

## 概要
1886年（明治19年） に設立された大阪薬学校を源流とする。大阪薬学専門学校は私立で設立されたが、第二次世界大戦後の学制改革に際して全財産が国に寄付され、大阪大学医学部薬学科となった （旧制の在校生は大阪大学附属薬学専門部に収容）。同窓会は 「大阪大学薬友会」 と称し、旧制・新制合同の会である。

## 沿革

### 前史
- 1886年10月： 大阪薬学校設立 （大阪市東区伏見町）。
- 1887年1月： 大阪薬舗学校設立 （大阪市東区道修町）。
- 1890年2月： 大阪薬舗学校が関西薬学校と改称。

### 共立薬学校時代
- 1890年7月9日： 大阪薬学校と関西薬学校を合併、共立薬学校設立。
- 1892年6月： 大阪共立薬学校と改称。
- 1896年夏： 予科を設置、第五高等学校医学部薬学科へ進学可能に。
- 1900年9月： 修業年限を延長 （2年 → 3年）。

### 私立大阪薬学校時代
- 1901年5月： 私立大阪薬学校と改称。
- 1903年3月： 運営主体を社団法人化。
- 1904年3月： 規則改正。
  - 正科： 修業年限3年、入学資格： 中学校卒業程度 （専門学校令に準ずる）。
  - 別科： 修業年限2年半。
- 1916年7月： 社団法人から財団法人に変更。

### 大阪薬学専門学校時代
- 1917年3月10日： 専門学校令により私立大阪薬学専門学校設立認可。
- 1917年4月： 開校。
- 1920年7月： 大阪薬学専門学校と改称。
- 1931年10月： 豊能郡桜井谷村大字刀根山 （現 大阪府豊中市） に移転。

学制改革で新制大学へ移行するに当たっては、三つの案が存在した： (1) 大阪大学との合併案、(2) 帝国女子薬学専門学校 （現大阪薬科大学） との合併案、(3) 単独昇格案。大阪薬専は過去にも官立移管を企てたことが 2度あり、学校当局は (1) を選択した。大阪大学の薬学部設置意向を受け、統合に向けた顔合わせを1947年7月に開始している。しかし、教授会・生徒らは大阪大学との合併には反対で、大阪大学側にも薬学科新設による既存学科への皺寄せを懸念する声があった。校内紛糾の中、1948年7月の新制大学設置申請に当たっては、辛うじて単独での大学設置を申請した。1948年末、文部政務次官 左藤義詮の斡旋により、大学昇格問題は大阪大学と合併する方向で決着した。
- 1949年5月： 「財団法人 大阪薬学専門学校」 を解散、財産一切を国に寄付。
  - 新制大阪大学医学部薬学科発足、旧制大阪薬専は大阪大学附属薬学専門部として吸収された。
  - 大阪薬専の教官は大阪大学に異動、在校生は附属薬学専門部の所属となった。
- 1951年3月： 大阪大学附属薬学専門部、廃止。

## 校地
共立薬学校設立時、校舎は大阪市北区樽屋町に存在した。大阪共立薬学校と改称後の1892年1月、北区今井町に校舎移転。私立大阪薬学校と改称後、1904年1月には北区上福島の旧府立高等女学校校舎に移転。さらに1916年1月には、旧日本橋第二尋常小学校校舎に移転した。
私立大阪薬学専門学校は日本橋校地で発足後、1931年10月に大阪府豊能郡桜井谷村大字刀根山の新校舎が完成し移転した。刀根山校地は大阪大学移管時にそのまま引き継がれた。1975年3月に大阪大学薬学部が大阪府吹田市に移転した後、刀根山校地は大阪府立刀根山高等学校の校地となり、現在に至っている。

## 歴代校長
共立薬学校
- 校長： 坂脩 （1890年7月 - 1892年6月）

大阪共立薬学校
- 校長： 町田伸 （1892年9月 - 1894年）
- 校長： 藤川次郎 （1894年 - 1896年11月）
- 校長： 大前寛忠 （1896年11月 - 1898年3月）
- 校長： 安香堯行 （1898年3月 - 1899年5月）
- 校長： 大槻弌 （1899年5月 - 1901年5月）

私立大阪薬学校
- 校長： 大槻弌 （1901年5月 - 1911年4月）
- 校長： 野副豊三郎 （1911年4月 - 1911年10月）
- 校長： 須田勝三郎 （1911年10月 - 1913年7月）
- 校長： 大槻弌 （1913年7月 - 1917年4月）

大阪薬学専門学校
- 校長： 大槻弌 （1917年4月 - 1922年1月）
- 校長： 木村彦右衛門 （1922年1月 - 1925年3月）
- 校長： 大槻弌 （1925年3月 - 1935年10月）
- 校長： 吉木弥三 （1935年10月 - 1937年7月 応召）
- 校長代理： 大槻弌 （1937年7月 - 1938年9月）
- 校長： 松南千寿 （1938年9月 - 1946年5月）
- 校長： 村上信三 （1946年5月 - 1949年5月）

## 著名な出身者
- 横溝正史 - 小説家。第5回卒業。

## 関連書籍
- 阪大薬学同窓会　『大阪薬学専門学校（旧制）約35年のあゆみ』　1996年。